# Keijsers metallfabrik
Carl Keijser & Company AB var ett svenskt metallindustriföretag med huvudkontor på Kyrkbacken i Västerås. Företaget var aktivt från och med 1882 fram till 1968 och var en av de större industriföretagen i staden. Där tillverkades bruksföremål i koppar, mässing, aluminium, järn och rostfritt stål.

## Företagets tidiga historia
Släkten Keijser invandrade till Sverige 1611 och majoriteten av dess medlemmar var anställda vid Skultuna Messingsbruk. En av ättlingarna till de första arbetarna, Carl Wilhelm Keijser (1853–1922) som, efter återkomsten från Norberg, tillsammans med sin bror Johannes Robert Keijser (1862–1941) startade en metallverksamhet på Slottsgatan 8 i centrala Västerås. Verksamheten stöttades även av deras far, Carl Robert Keijser (1828–1885) och farbror Per Wilhelm Keijser (1833–1910). Verksamheten på Slottsgatan drog i gång i början av september 1882, där den äldsta efterlysningen efter "två skickliga metallarbetare, helst något kunniga vid dostillverkning" är från 6 september. Den centrala tillverkningen inledningsvis var bland annat tillverkning av bruksföremål, som ljusstakar, snusdosor och kokkärl, men reparationer och förtenning erbjöds också. Arbetarna var i varierande åldrar, de yngsta arbetarna var 15-18 år baserat på samtida arbetsannonser. Vid sidan av metallföremålen bedrevs i koppling till företaget även försäljning av arbetshästar. Företaget växte och 5 oktober 1885 blev firman formellt ett bolag med namnet Carl Keijser & C:o med Carl och Johannes i spetsen. Verksamheten flyttades till Blåsbogatan 10 i samband med detta då lokalerna på Slottsgatan var alldeles för små för den snabbt växande verksamheten. Carl blev då även affärsrival med sin vän Ludvig Fredholm, sedermera grundaren av ASEA och tids nog även Oskar Fredrik Wijkman och Georg Wenström, grundarna av Nordiska Metall AB (Svenska metallverken).
Med en utökning och förflyttning av företagets drift kunde även produktionen och materialen utökas. Metallerna som började används mer flitigt var koppar, mässing, tenn, zink och bly. Den tidiga verksamheten på Blåsbogatan var centrerad till gjutning och svarvning. När Västerås domkyrka i slutet av 1880-talet skulle förses med elektrisk belysning värvade man bland annat Carl Keijser som år 1888 lät tillverka åtta ljuskronor för ändamålet. Modellerna var baserade på ljuskronorna som producerades vid bruket i Skultuna. Sex av dessa hade sex pipor i en krans, medan två hade 3x5 pipor i krans. De två sistnämnda sattes upp vid högaltaret och resterande i sidoskeppen fram till högaltaret. En av dessa ljuskronor vann även förstapris i "Handtverks- industri- och hemslöjd-utställningen" som hölls den 18 juli 1889. Keijsers försåg även domkyrkan med amplar runt denna tid.
Det fanns även viss dramatik inom företaget och dess medlemmar som gav mindre önskvärd publicitet. En händelse var bland annat en person vid namn Lindholm påstått att han sålt ett diskbord i koppar till firman i november 1891, men i själva verket hade han stulit det från plåtslagaren Wedell och försökt dölja sitt brott. Annan dramatik utspelade sig kring bröderna Keijsers kusin, Per Emil Keijser (1865–1934) som flera gånger blev dömd till både böter och fängelse. Han använde flera olika alias under sina skumraskaffärer, bland annat "brukspatronen Davidsson från Norrland" och "brorsonen till biskopen i Skara" (då hänvisande till släktskapet med Ernst Jakob Keijser, som i realitet var mer avlägset). Firmans arbetspersonal olycksfallsförsäkrades i maj 1894. Arbetarantalet året därpå var 41 personer, varav två kvinnor.

## Utvidgandet av området
Carl Keijser utvidgade rörelsen och köpte 1901 en tomt strax intill den första verkstaden, i kvarteret Felix. Tomten låg högst på Kyrkbacken. Den branta backen (nuvarande Norra Ringvägen) från Skultunavägen upp till den nya fabriken och ner på andra sidan till Vasagatan kallades Keijsers backe. Byggnaderna ritades av stadsingenjören Fredrik Gewalt. Byggandet av fabriken startade och den nya fabriken invigdes år 1905. Olyckan var dock framme snabbt, den 20 maj 1902 bröt en brand ut i en av byggnaderna, men hade turligt nog släckts fort. Byggnaderna var byggda av tegel och försedda med trappgavlar. Inspirationen var dåtidens romantiska industriarkitektur, med rötter från den medeltida arkitekturen.
Det fanns flera byggnader med trappgavlar i Västerås, till exempel Aseas äldsta kontorsbyggnad från 1892, som låg i hörnet av nuvarande Karlsgatan och Södra Ringvägen. Svenska Metallverkens stora valsverksbyggnad har också en liknande fasad. Den byggnaden finns kvar än i dag på Kopparlunden.
Johannes Keijser blev en mer central figur vid fabriken under denna tid. Carl hade vid sidan av sitt företag börjat engagera sig i metallindustrin i Stockholm och deltog även i valet till stadsfullmäktige i Västerås 1902. En klar majoritet av de som skulle spela viktiga roller vid bruket skulle vara ättlingarna till just Johannes och inte till Carl. Keijsers var i början en av de större metallindustrierna i Västerås, men kom snart i skuggan av Svenska Metallverken.
Grundaren till Västerås SK, Krispin Svärd (1886–1986) arbetade vid fabriken 1904 där hans arbetsuppgift var att gjuta polertrådar till polermaskinerna. Övriga medgrundare till klubben var även arbetare i fabriken. Fabriken hade vid denna tid (specifikt 1910) ett arbetarantal på cirka 40. År 1914 ombildade Carl företaget till ett aktiebolag vilket gjorde honom till verkställande direktör. Han dog i november 1922 och begravdes på Östra Kyrkogården med hustru och barn. Hans bror, Johannes, hade i samband med ombildningen till aktiebolag blivit morfar till den framtida författarinnan Dagmar Lange. I slutet av 1940-talet var arbetarantalet något mindre, på runt 30 stycken arbetare. Under 1950-talet uppstod en brand i gjuteriet och i uthusen mot Kyrkbacksgatan i kvarteret Fabian. Senare, år 1954, brann ett tvåvånings timrat bostadshus i Blåsbogatan 10.

## Produktionen
Den stora byggnaden innehöll press- och hopsättningsavdelning samt avdelningen för tryckning, svarvning, förnickling och elektroplätering.
Bakom den stora byggnaden låg en lägre med trappgavlar, som var kontoret och intill den låg ytterligare en liten byggnad med skorsten som innehöll gjuteri och rum för betning och förtenning.
I Keijsers metallfabrik tillverkades bland annat kaffekannor, vattenkokare, mortlar, snusdosor, ljusstakar och ljuskronor. År 1947 har man förutom tidigare produkter även mjölkmätare och tvålskumsapparater. 

## Produkter
Här är en lista med produkter som tillverkades i Keijsers metallfabrik enligt en priskurant från 1894:
Plåtmanufakturarbeten: Thekök (kanna med värmare undertill) och thekannor, kaffekannor med handtag i metall eller trä, kaffekokare till Primus fotogenkök, gräddkannor, sockerskålar, fruktfat, brödfat, såsskålar, bägare och servisbrickor.
Gjutna manufakturarbeten: kandelabrar (med två eller tre armar), enpipiga ljusstakar, tändsticksställ, spelbordsljusstakar, nattbordsljusstakar och tamburljusstakar.
Övriga gjutna produkter: vattenkran, sirapskran, ventiler för vatten och ånga, rörkranar, hästklockor, slädklockor, mortlar, handsprutor, spottlådor, snusdosor och tobaksdosor. Material som användes var koppar, mässing, pinsback (80 % koppar och 10 % zink) och nysilver.
En udda produkt är en tvålskumsapparat. Den användes i en frisersalong för att ge varmt raklödder. Tvålskumsapparaten med märke Aros var av A. Lööf i Västerås. Den var försedd med elektrisk värmning.

## Nedläggning
Efterfrågan på hushållsprodukter sjönk och produktionen fick läggas om. En industritomt i Irsta såldes hösten 1964 till företaget. Stegar var en populär produkt under denna period och produktionen flyttades från Kyrkbacken norrut till Tunbytorpsgatan 1 på Tunbytorp. Stegarna gjordes i lättmetall och såldes till andra industrier. Produktionen pågick på Tunbytorp tills företaget 1974 såldes till AB WIBE i Mora som fortsatte tillverkningen av stegar i lättmetall.
När Cityringen byggdes så valde Västerås stad att riva Keijsers fabriksbyggnader och i samband med detta genomförde man även en sänkning av Keijsers backe samma år, 1968. Fabrikens tomt på Kyrkbacken gjordes om till bilparkering. Kvar på Kyrkbacken finns bilparkeringen på den gamla fabrikstomten och Keijsers två bostadshus Blåsbogatan 12 i nationalromantisk stil, byggd år 1910, och Blåsbogatan 14 i jugendstil, byggd år 1905.

## Lista över verkställande direktörer
- 1914-1922: Carl Wilhelm Keijser
- 1922-1941: Johannes Robert Keijser
- 1941-1948: Carl Robert Keijser
  - Kamrer var Wilhelm Edward Keijser
- 1948-1974: Axel Georg Keijser (son till Johannes) och Olle Mattsson (dotterson till Carl)

## Bildgalleri

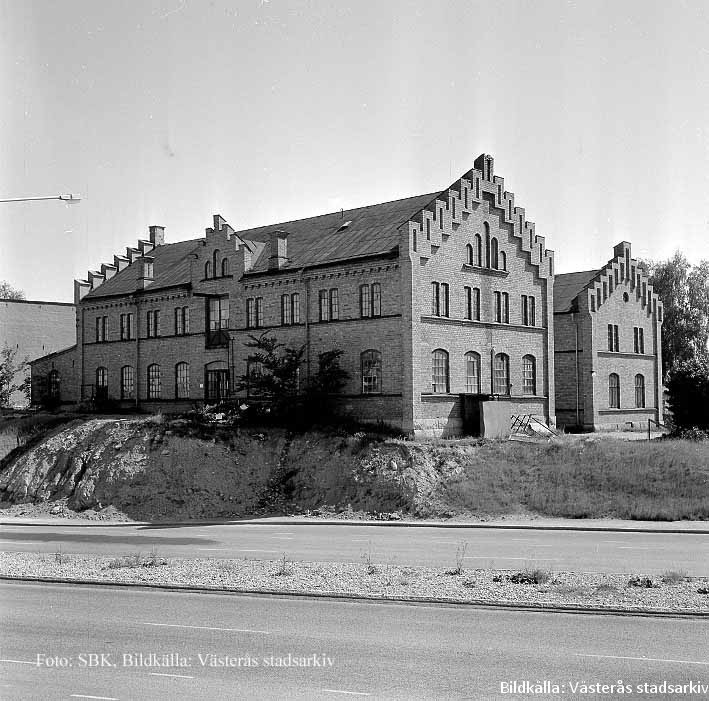
Fabriken, vy tvärs över Norra Ringleden
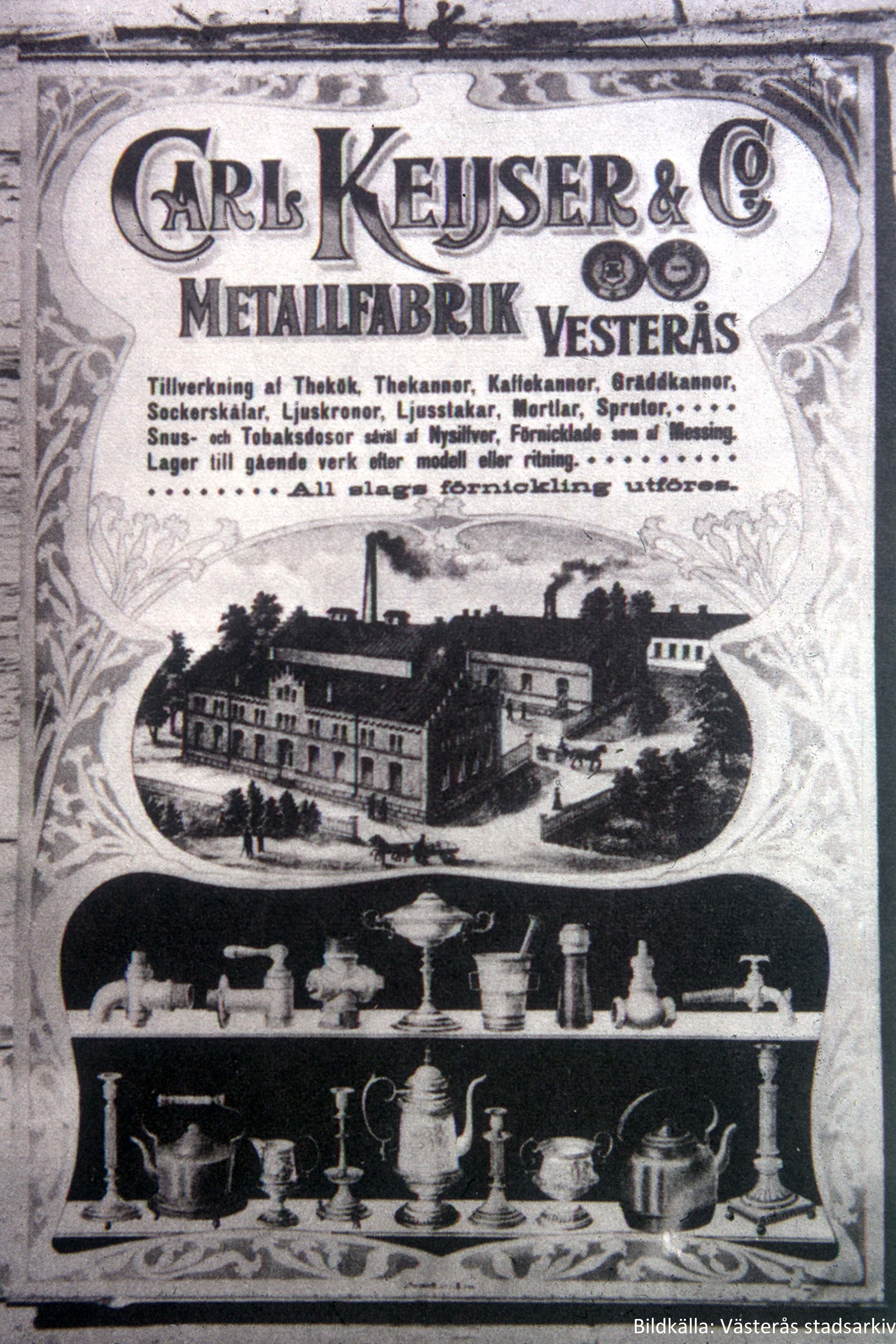
Reklamaffisch med fabrik och produkter.
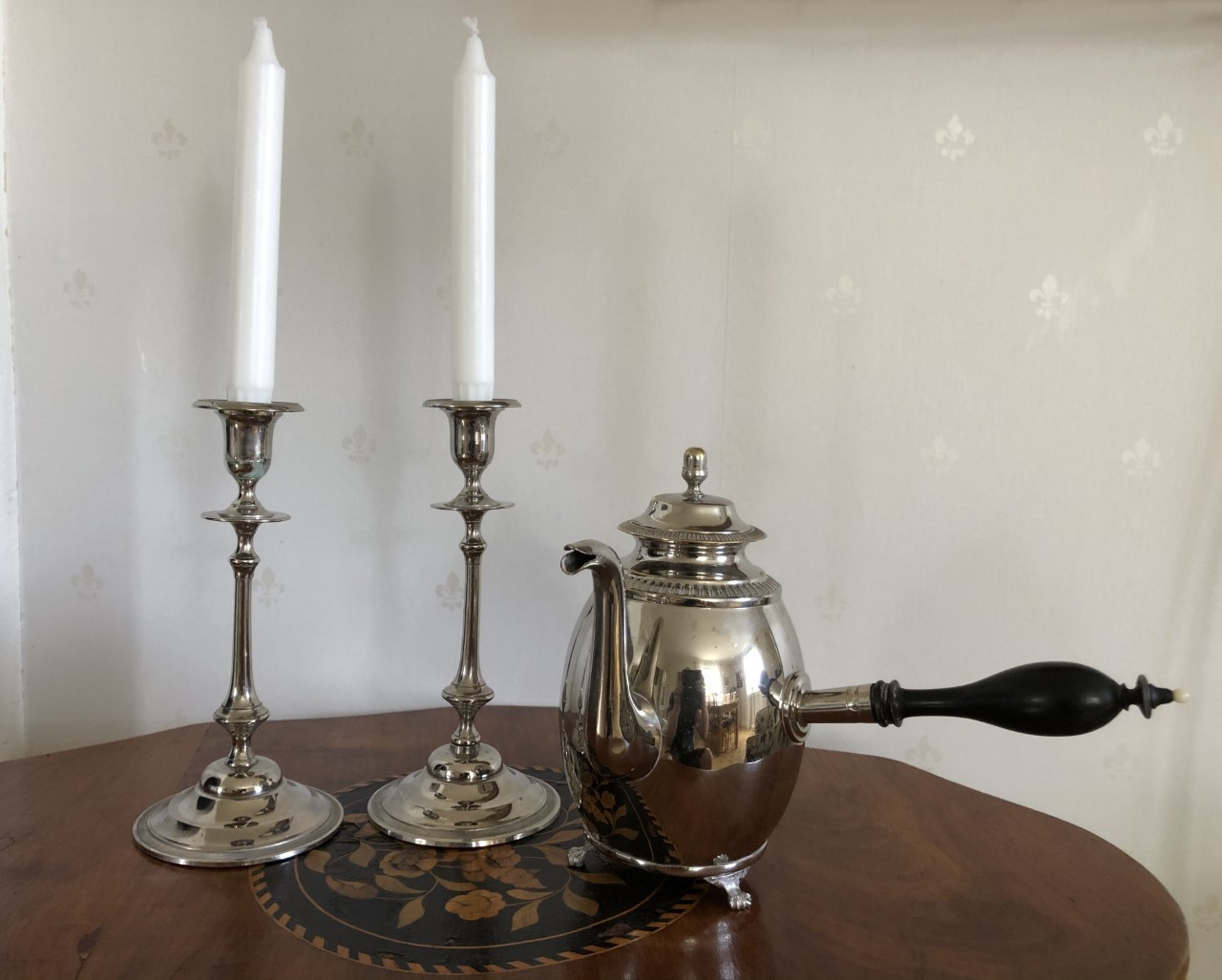
Exempel på Keijsers produkter.
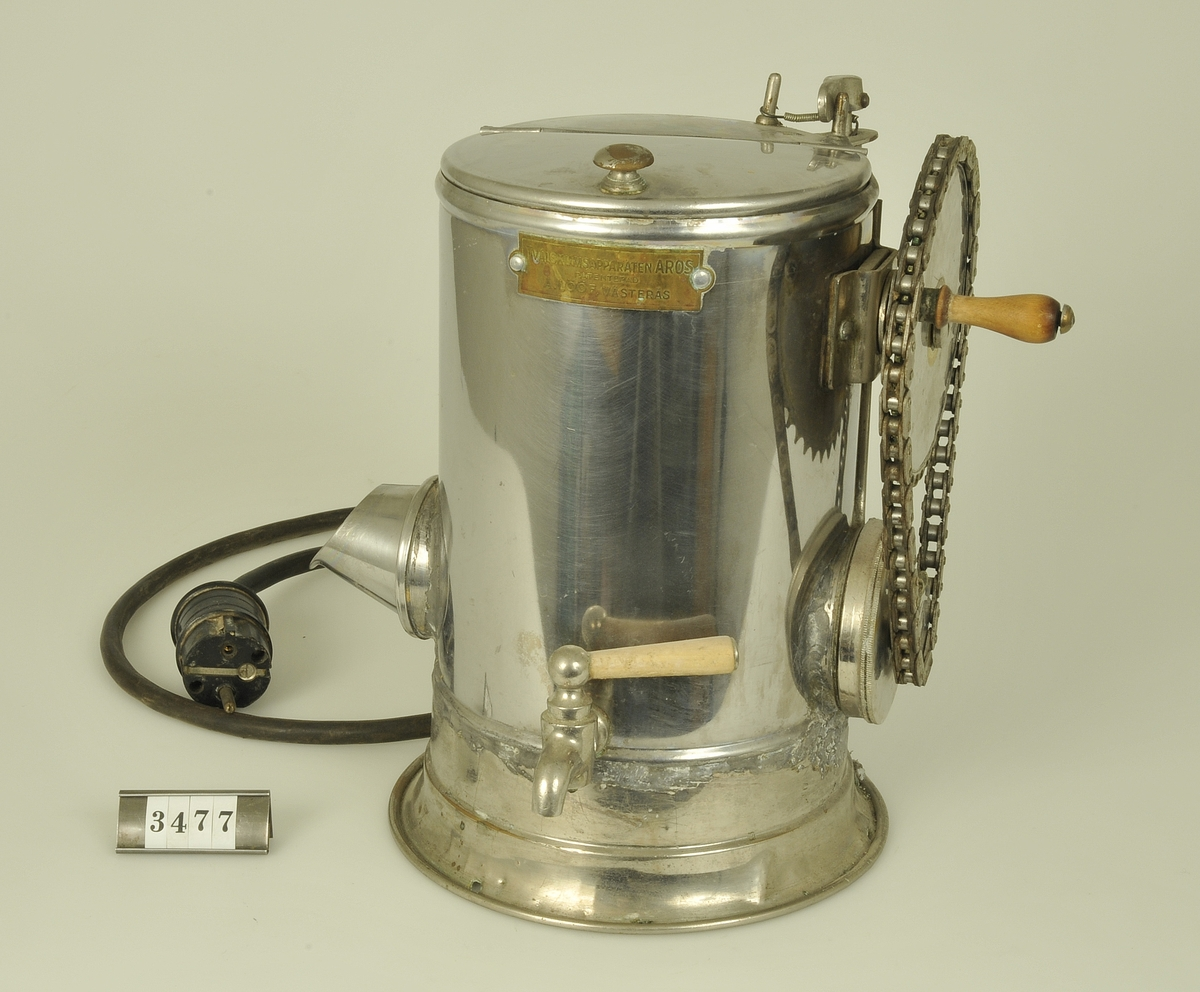
Tvålskumsapparat använd från 1934.
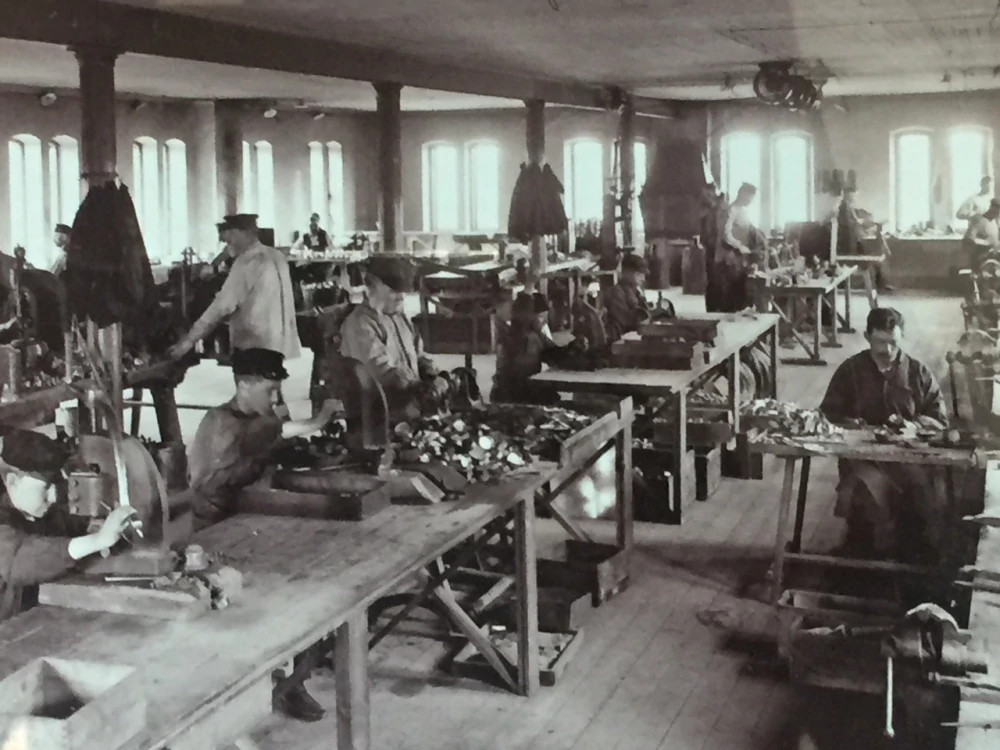
Metallfabriken, interiör.